# Голобрђе (Билећа)
Голобрђе је насељено мјесто у општини Билећа, у Републици Српској, Босна и Херцеговина. Према попису становништва из 1991. у насељу је живјело 69 становника. На попису становништва 2013. године, према подацима Агенције за статистику Босне и Херцеговине пописано је 29 становника.

## Становништво
| Националност       | 1991. | 1981. | 1971. | 1961. |
| Срби               | 69    | 72    | 90    | 86    |
| остали и непознато |       |       |       |       |
| Укупно             | 69    | 72    | 90    | 86    |

| Демографија | Демографија | Демографија |
| Година      | Становника  | Становника  |
| ----------- | ----------- | ----------- |
| 1961.       | 86          |             |
| 1971.       | 90          |             |
| 1981.       | 72          |             |
| 1991.       | 69          |             |